# Claudine Tiercelin
Pour les articles homonymes, voir Tiercelin.
Claudine Tiercelin, née le 2 juin 1952, est une philosophe française.
Elle est, depuis 2010, professeure au Collège de France, où elle est titulaire de la chaire de Métaphysique et philosophie de la connaissance.

## Biographie
Née à Brest, Claudine Tiercelin étudie en Bretagne, puis au lycée français de Londres, pour lequel elle avait obtenu une bourse comme pupille de la nation. Elle intègre en 1972 l’École normale supérieure de jeunes filles de Sèvres. Elle obtient en 1976 l'agrégation de philosophie. Pendant ses années de normalienne, elle a notamment suivi, rue d'Ulm, à l'École normale supérieure, les cours d'Althusser et de Derrida avant de se passionner pour ceux de Jules Vuillemin et de Jacques Bouveresse, qui deviendra son directeur de thèse. Elle soutient en 1977 à l'EHESS un DEA de sociologie sous la direction de Pierre Bourdieu sur le sujet « Les Usages sociaux des sciences sociales dans l'entreprise ». Elle soutient en 1982 un doctorat de troisième cycle sur la philosophie de la connaissance et du langage de Charles Sanders Peirce, puis un doctorat d'État consacré au problème des universaux chez ce même auteur,.
De 2000 à 2003, elle préside le jury des agrégations interne et externe de philosophie, ce qui en fait la première femme à ce poste.
Elle est chercheuse à l'Institut Jean-Nicod, et a été membre senior de l'Institut universitaire de France. Elle a enseigné la philosophie médiévale et contemporaine dans plusieurs universités (Rouen, Paris 1, Tours, Paris 12), ainsi qu'à l'étranger, notamment à l'université Fordham de New York où elle a été élue Full Professor sur la chaire de philosophie C. S. Peirce. Elle est actuellement vice-présidente de la Charles S. Peirce Society.
En décembre 2010, elle devient titulaire de la chaire de Métaphysique et de philosophie de la connaissance, faisant entrer pour la première fois dans son histoire la métaphysique au Collège de France.
En 2011, Valérie Pécresse la charge d'une mission d'enquête sur la déontologie universitaire.
Le 4 décembre 2017, elle est élue membre de l'Académie des sciences morales et politiques (Institut de France), au fauteuil 6 de la section Philosophie, précédemment occupé par Jean Mesnard (1921-2016).

## Recherche
Claudine Tiercelin se réclame à la fois de l'héritage de la philosophie analytique européenne et américaine, du pragmatisme américain, et de la tradition du rationalisme français (d'Ernest Renan à Jacques Bouveresse en passant par Émile Meyerson, Jean Nicod ou Jean Largeault). Ses travaux portent principalement sur trois domaines : Charles Sanders Peirce et l’héritage pragmatiste en philosophie, la philosophie de la connaissance, et la métaphysique analytique, une branche de la philosophie analytique. Elle prône une métaphysique scientifique, à la fois réaliste et rationaliste, en défendant le réalisme des dispositions.
En octobre 2014, elle a invité au Collège de France plusieurs artistes (notamment Jules de Balincourt, Hernan Bas, Amélie Bertrand, Glenn Brown, Damien Cadio, Jeff Koons, Thomas Lévy-Lasne, Wilfried Mille, Marc Molk, Anne Neukamp, Eva Nielsen, Chéri Samba, Ida Tursic) qui ont parlé de leurs pratiques artistiques dans le cadre de la réflexion philosophique sur la connaissance pratique.

## Décorations
- Officière de la Légion d'honneur en 2021[9]
  -  Chevalière de la Légion d'honneur du 16 juin 2011
- Officier de l'ordre national du Mérite en 2015[10]

## Ouvrages
- 1993 : La Pensée-signe, Nîmes, éditions Jacqueline Chambon.

- 1993 : Peirce et le pragmatisme, Paris, Presses universitaires de France.

- 1995 : « La Métaphysique », in Notions de philosophie, Gallimard.
- 2002 : Hilary Putnam, l'héritage pragmatiste, PUF.
- 2005 : Le Doute en question : Parades pragmatistes au défi sceptique, éditions de l'Éclat.
- 2011 : Le Ciment des choses, Les Éditions d'Ithaque. Extrait de l'ouvrage :  [PDF].
- 2023 : La Post-Vérité ou le dégoût du vrai, éditions Intervalles.

### Traductions
- (avec Philippe de Rouilhan) Écrits posthumes, de Gottlob Frege (édition et traduction du Nachlass). Nîmes, éditions Jacqueline Chambon, 1999.
- (avec Pierre Thibaud et Jean-Pierre Cometti) Œuvres philosophiques, de C. S. Peirce. Paris, éditions du Cerf.
  - Œuvres 1 : Pragmatisme et pragmaticisme, trad. C. Tiercelin, 2002.
  - Œuvres 2 : Pragmatisme et sciences normatives, trad. C. Tiercelin, P. Thibaud, J.-P. Cometti, 2003.
  - Œuvres 3 : Écrits logiques, trad. C. Tiercelin, P. Thibaud, 2006.
- Questions mortelles, de Thomas Nagel, (avec Pascal Engel) (Mortal Questions), Paris, Presses universitaires de France, 1983.
- Représentation et Réalité, de Hilary Putnam, (Representation and Reality), Paris, Gallimard, 1990.
- Le Réalisme à visage humain, de Hilary Putnam, (Realism with a Human Face), Paris, Le Seuil, 1992.
- Le Raisonnement et la Logique des choses, de C. S. Peirce (avec Christiane Chauviré et P. Thibaud) (Reasoning and the Logic of Things), Paris, éditions du Cerf, 1995.
- La Redécouverte de l'esprit, de John Searle, (The Rediscovery of Mind), Paris, Gallimard, 1995.
- La Construction de la réalité sociale, de John Searle, (The Construction of Social Reality), Paris, Gallimard, 1998.
- Le Mystère de la conscience, de John Searle, (The mystery of Consciousness), Paris, éditions Odile Jacob, 1999.
- La Logique dans les mathématiques, de Gottlob Frege (avec F. Nef), Frege, Écrits posthumes, éd. Philippe de Rouilhan et C. Tiercelin, Nîmes, éditions Jacqueline Chambon, 1999.
- Le Sentiment même de soi, de Antonio Damasio (avec C. Larsonneur) (The Feeling of What Happens), Paris, éditions Odile Jacob, 1999.
- L’esprit, ça ne marche pas comme ça (portée et limites de la psychologie computationnelle), de Jerry Fodor, (The mind doesn’t work that way), Paris, éditions Odile Jacob, 2003.
- L'Articulation des raisons, de Robert Brandom (avec J.-P. Cometti), (Articulating Reasons), Paris, éditions du Cerf, 2009.